# Jindřiška Švecová
Jindřiška Švecová (15. července 1952 Praha – 28. srpna 2016) byla česká režisérka dabingu zahraničních filmů a seriálů.

## Životopis
Narodila se v Praze 15. července 1952. Vystudovala střední ekonomickou školu a později dodatečně ještě dálkově na Filozofické fakultě Univerzity Karlovy obor teorie kultury.
Po střední škole nastoupila krátce do spořitelny. U filmu pracovala zprvu jako klapka a posléze skriptka. Po mateřské dovolené působila jako dramaturgyně v Ústřední půjčovně filmů, z níž se v roce 1989 stala společnost Lucernafilm. Od roku 1994 se Švecová trvale věnovala režii dabingu.
Má bohatou filmografii českého znění, u většiny filmů si sama dělala i úpravy dialogů. Mezi známější díla, na jejichž dabingu se podílela, patří např. filmy Řidič slečny Daisy, seriály Mentalista či Odložené případy, animované filmy Malá mořská víla, Lady a Tramp či Kráska a zvíře.
Jindřiška Švecová byla vdaná, matkou dvou dětí a babičkou tří vnoučat. Mezi její záliby patřil rekreační sport a divadlo.